# R. Terry Schnadelbach
Raymond Terry Schnadelbach (* 29. Januar 1939 in New Orleans, Louisiana) ist ein US-amerikanischer Landschaftsarchitekt, Stadtplaner, Architekturhistoriker, Autor und Hochschullehrer.

## Leben
Schnadelbach studierte Architektur an der Louisiana State University (1962 Bachelor of Architecture; 1964 Master of Architecture) und Landschaftsarchitektur an der Harvard Graduate School of Design (1966). 1964 und 1965 gewann er den Rome Prize für Landschaftsarchitektur der American Academy in Rome.
Er hatte von 1969 bis 1995 verschiedene Architektenbüros in New York City und Paris, hatte Großaufträge in den Vereinigten Staaten, in Europa, in Südostasien und Mittleren Osten, und war als Berater für Regierung, Institutionen und die Privatwirtschaft in London, Paris, Rom, Athen und Berlin tätig.
Schnadelbach lehrte das Fach Landschaftsarchitektur an der University of Pennsylvania, an der Harvard Graduate School of Design, an der Rhode Island School of Design, das Fach Umweltgestaltung am Massachusetts Institute of Technology und Grundstückserschließung an der School of Architecture der Columbia University. Von 1995 bis 2000 war er Lehrstuhlinhaber für Landschaftsarchitektur an der Fakultät für Design, Bauwesen und Planung der University of Florida und leitete das Landschaftsarchitekturprogramm am Paris Research Center der Universität. Vorträge hielt er an verschiedenen Colleges und Universitäten in den Vereinigten Staaten, in Frankreich, Slowenien, Kambodscha und in den Vereinigten Arabischen Emiraten.
Er verfasste mehrere Bücher und Fachartikel und wurde mehrfach ausgezeichnet, unter anderem mit dem President’s Professor Award 2002–2003 in der Kategorie „High Productive Performance“. Arbeiten von ihm wurden im Museum of Modern Art, im Whitney Museum of American Art, in der Kunstgalerie Urban Center (Madison Avenue), im Nelson-Atkins Museum of Art, im Museum of Fine Arts, Boston und beim New Yorker Gentlemen’s Club Century Association ausgestellt.